# Blechnum andinum
Blechnum andinum är en kambräkenväxtart som först beskrevs av Bak., och fick sitt nu gällande namn av Carl Frederik Albert Christensen. Blechnum andinum ingår i släktet Blechnum och familjen Blechnaceae. Inga underarter finns listade.